# Katalin Szőke
Katalin Szőke (n. 17 august 1935, Budapesta, Regatul Ungariei – d. 27 octombrie 2017, Los Angeles, California, SUA) a fost o înotătoare maghiară, medaliată olimpică. A participat la 2 ediții ale Jocurilor Olimpice (1952, 1956) în care a câștigat două medalii de aur.